# Maison des Cariatides (Quimper)

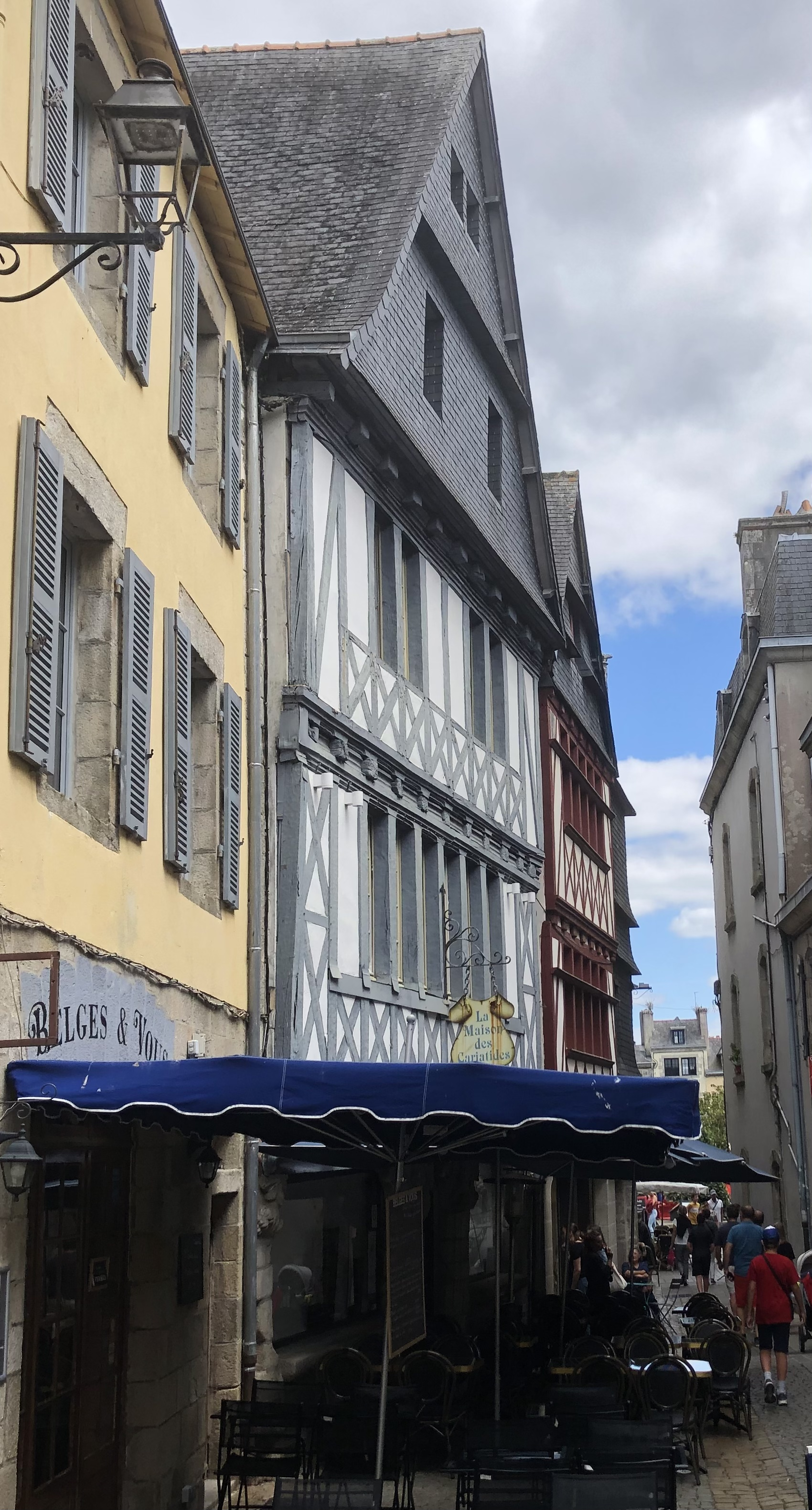
Maison des Cariatides (2022)

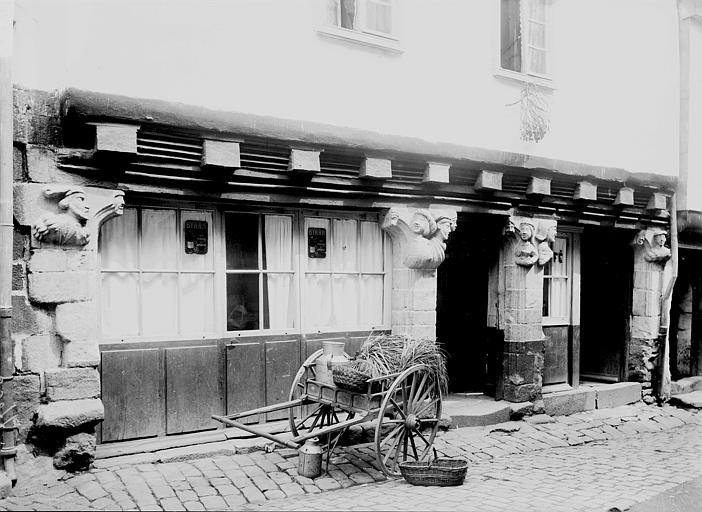
Erdgeschoss. Historische Aufnahme

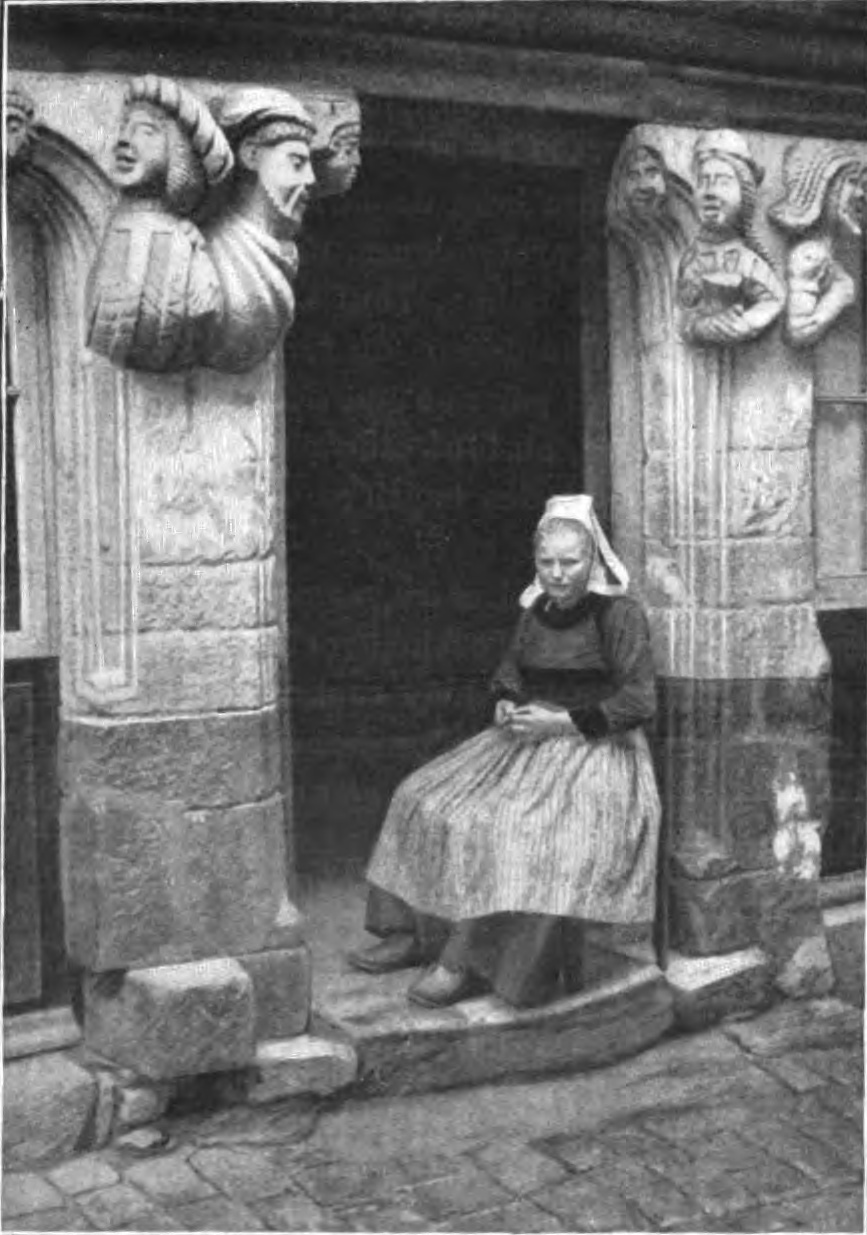
Eingangsbereich (1904)

Maison des Cariatides ist ein denkmalgeschütztes Gebäude in Quimper in der Bretagne in Frankreich.

## Lage
Es befindet sich im historischen Stadtzentrum von Quimper auf der Nordseite der Straße Rue du Guéodet an der Adresse 4 rue du Guéodet.

## Geschichte und Architektur
Das dreigeschossige Fachwerkhaus entstand im 16. Jahrhundert. Bemerkenswert sind die im Erdgeschoss befindlichen vier steinernen Pfeiler, die mit üppigem Figurenschmuck verziert sind. Die Eingangstür ist beidseitig von den Pfeilern gerahmt. Links und rechts des Eingangs sind Ladengeschäfte angeordnet. Auch an den Ecken befinden sich die gestalteten Pfeiler. Die Fassaden der oberen Geschosse sind als Sichtfachwerk gestaltet.
Die Eintragung in die Liste der Monuments historiques in Quimper erfolgte am 19. Oktober 1928 unter der Nummer PA00090349 mit dem Status Inscrit, wobei sich die Eintragung auf die straßenseitige Fassade bezieht. Das Gebäude befindet sich in Privateigentum.